# Padura (apellido)
En Álava hay muchas referencias para asegurar que procede del antiguo Concejo de Lezama y Larrinbe, Valle de Ayala o Tierra de Ayala, sin que necesariamente sea el único. La teoría de un ancestro común universal es actualmente imposible, debido a la forma en que algunos apellidos vascos toman el nombre del lugar o de una casa o caserío, y por tanto, puede tener más de un origen propio. En este sentido hay ejemplos de apellidos Padura en Vizcaya, sin que puedan establecerse de momento, relación con este origen alavés.

## Etimología
Según Orotariko Hiztegia editado por Euskaltzaindia, es una palabra en euskara que deriva del latín palus, que significa pantano. Del adjetivo palude, que significa pantanoso, vendría a denominarse en latín vulgar padule, del que derivaría la metátesis. Pese a que en euskara también signifique pantano, el concepto en euskara es más amplio y también es utilizado para designar zonas bajas de tierra inundadas por agua, tanto de naturaleza salada o dulce. En este contexto, las marismas también suelen llamarse en euskara Padura. Esta etimología es recogida por autores como Luis Mitxelena en su libro Apellidos Vascos y por Jaime de Querexeta en su libro Diccionario Onomástico y Heráldico Vasco, además de ser mencionada por el profesor Wilhelm Meyer-Lübke en el III Congreso de Estudios Vascos.
Otra versión menos extendida - y por tanto menos plauxible-, dice derivar de la palabra adur o azur, lo que vendría a equivaler como zarzal. Otros lo equivalen a vega. 
Debido a que algunas palabras en euskara la p y la f son equivalentes (Naparra-Nafarra; Pernando-Fernando), es lo mismo decir Padura y Fadura. Sin embargo, Padura es una palabra utilizada principalmente por el dialecto-occidental o Bizkaitarra, siendo la palabra Madura la utilizada en el dialecto Gipuzkera, o dialecto-central. Un ejemplo de ello es la posible etimología del apellido Maturana, que derivaría de la raíz Madura >Padura y del sufijo -ana, que equivaldría a lugar de.  

## Topónimo

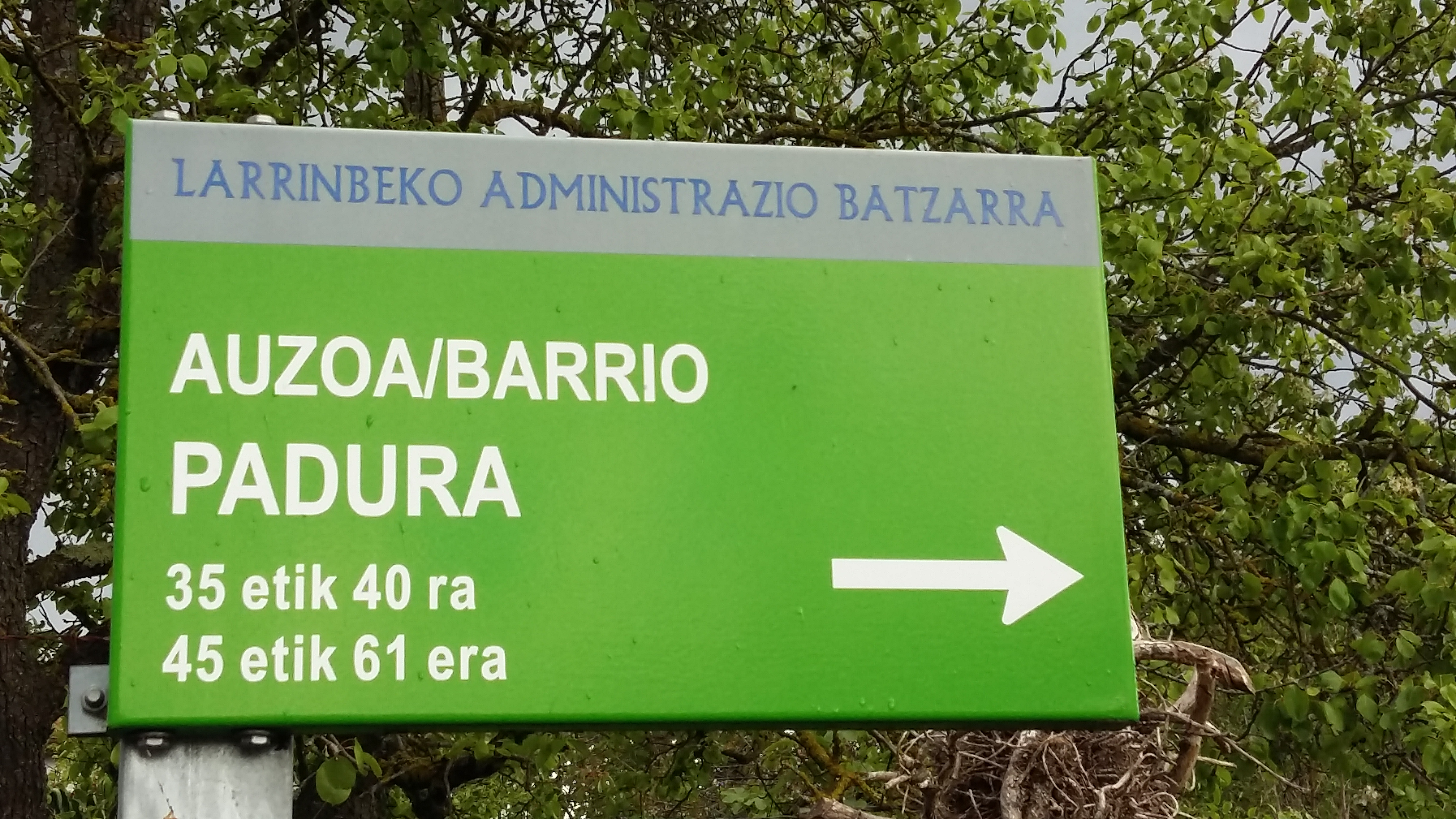
Señalización del barrio Padura en Larrinbe

En el mapa toponímico editado por el Ayuntamiento de Amurrio en 2013, aparece como denominación del actual barrio de Padura en la Junta Administrativa de Larrinbe y otro de menor entidad en el lugar de Lezama. En el barrio del mismo nombre, se encuentra una casa con la misma denominación aunque se desconoce su origen, ya que la antigua casa fue derruida. También en el lugar hay una fuente llamada Paduroste, y cerca del topónimo de extensión media denominado Larrinbeibar, se encuentra otro de extensión puntual denominado Padureta.

Según Patxi Salaberri en su libro Araba/ Álava, Los nombres de nuestros pueblos editado en colaboración con la Diputación Foral de Álava, la localidad de alavesa de Paúl en Rivera Alta, deriva de la palabra raíz padule>palude y de ahí al actual Paúl. Según este autor, menciona un texto que había al parecer había otra aldea llamada Paúl en los términos municipales del actual Amurrio.
"las aldeas del balle, que son Odelica e Artomana e Tertanga e Berraçaran e Paul e Çamano e Aloria, estando juntos a nuestro ayuntamiento de Arrastaria"

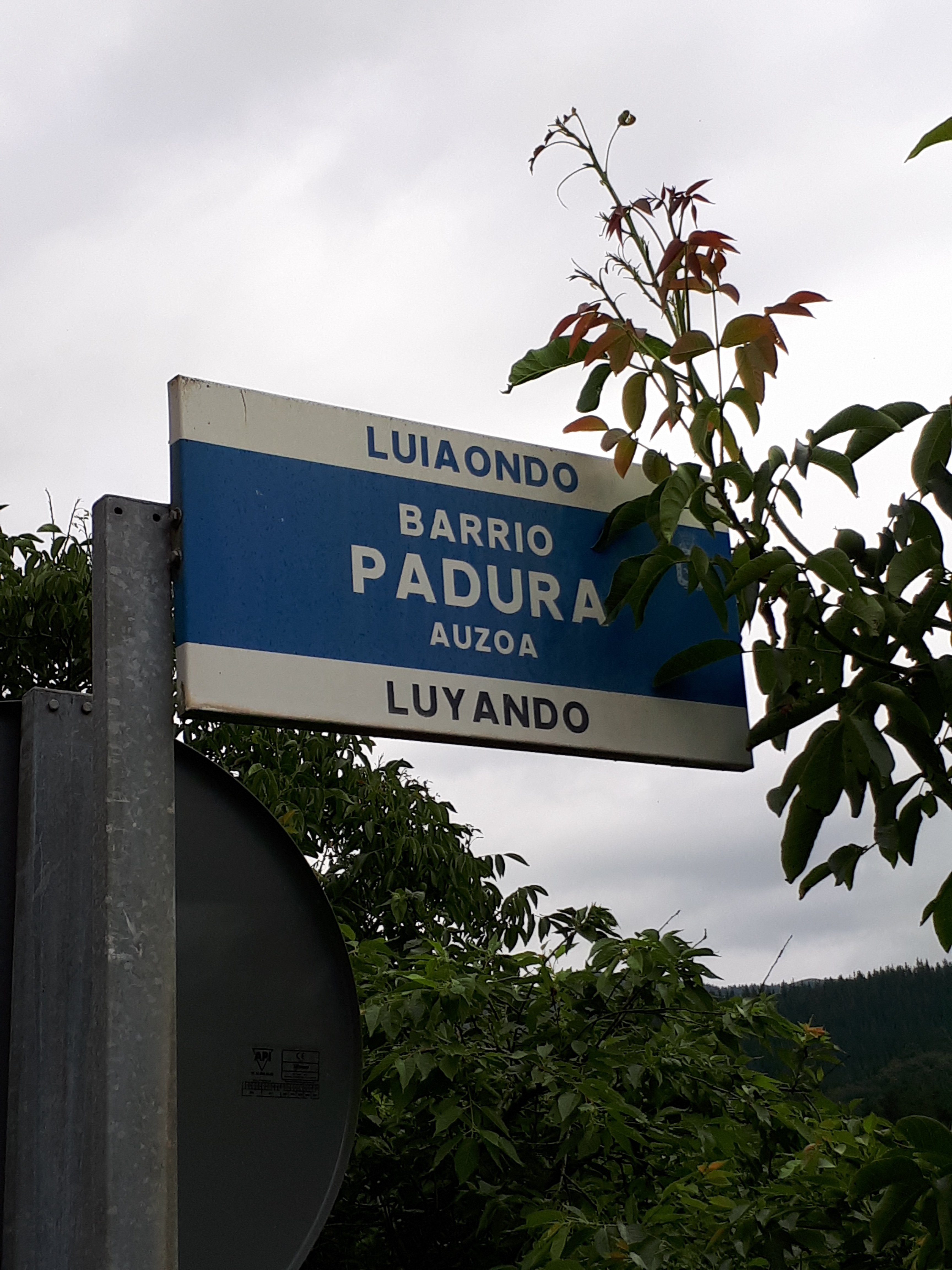
Señalización del barrio Padura en Luyando (Ayala)

Según Salaberri esta forma es abundante en la microtoponímia tanto del oriente romanizado de Navarra y como en la de Álava. 
| Lugar              | Denominación                                       | Tipo             |
| ------------------ | -------------------------------------------------- | ---------------- |
| Ayala (Luyando)    | Padura                                             | Topónimo         |
| Ayala (Menoio)     | (La) Padura                                        | Topónimo         |
| Amurrio (Larrinbe) | Padura                                             | Barrio /Topónimo |
| Amurrio (Lezama)   | Padura                                             | Topónimo         |
| Oquendo            | Padura                                             | Casería          |
| Paúl               | Pául                                               | Municipio        |
| Urkabustaitz       | Padurandi                                          | Monte            |
| Vitoria            | Madura, Padura, Paduraburua,Paduralaeta,Artapadura | Topónimo         |
| Cigoitia           | Maturana                                           | Concejo          |
| Cigoitia (Gopegi)  | Padura                                             | Heredad          |

## La línea de Porcuna e hidalguía
Martín y Fernando Padura Egiluz interpusieron un litigio ante la Real Chancillería de Valladolid en 1589, como vecinos de Porcuna (Jaén). No se tiene constancia que exista registro sacramental de Martín, pero sí de Fernando, que nació el 3 de marzo de 1566 en Orduña (Vizcaya). Es hijo de Lope Padura y María Zaldo, por lo que según los cánones actuales sus apellidos serían Padura Zaldo y no Padura Egiluz. Siendo originarios de Orduña, acompañaban a su tío materno hasta Porcuna, sin determinar su causa, pero todo apunta que tuviera relación con la profesión de los dos hermanos, la escribanía. En el documento se expone que su padre Lope, es originario de Larrinbe (Álava) y desciende de la rama de los Landazuri, que es a su vez una casa fundada por los Egiluz.

Los Egiluz fueron una familia importante en Ayala, tanto, que fue una de las 5 casas que estaba exenta de pagos al Señor de Ayala. Lope García de Salazar en su libro Las Bienandanzas e Fortunas les cita como los Gilus:
"...El linaje de Gilus son antigos escuderos e su fundamiento fue en Lasarte, que es en Çuya, e de allí poblaron en Gilus, que es en Ayala. E avían sangre por casamientos con los de Ugarte, pero no se querían bien porque eran vezinos. E d'este linaje suçedieron de uno en otro fasta Sancho Ortiz de Gilus, que era de partes de su madre del linaje de Salazar, porqu'el solar de Lasarte ovieron de los de Salazar. E este Sancho Ortiz valió mucho con los Señores de Ayala e tovo en su vida el castillo de Fuenterrubia. E ovo fijos Alonso de Gilus, que pobló en Vitoria, e a Rodrigo de Gilus, que pobló en Gilus e en Urduña, e a doña Teresa, que casó en Murga con Sancho Garçía de Murga. E d'este linaje de Gilus ay mucha parentela en Ayala e en el valle de Urduña..."
La razón por el cual llevan como primer apellido Padura y no Egiluz (que parece más importante), se trasluce de la documentación de 1589, en la que dice que el tatarabuelo del padre de Martín y Fernando Padura Egiluz, llamado Lope Sáenz de Landazuri Egiluz se casó con la señora de la Casa y Solar de Padura, María Sáenz de Padura. Bien debido a estas conexiones familiares, bien porque sigan algún tipo de linaje o bien por el motivo mismo del documento (su condición de hidalgo notorio de sangre) se hicieron llamar de segundo apellido Egiluz y no Zaldo. Es manifiesto por tanto, que la hidalguía no procede de los Padura, sino de otra familia.
"...La dcha casa y solar de eguiluz avia sido y hera casa y solar conocido de cavalleros hijosdalgo de sangre y de mayorazgo y de pariente mayor y de cadeça de linaxe y bando y por tal una de las más principales y notorias casas y solar conocido de notorios hijosdalgo cavalleros de sangre hera y vida y tenida y nombrada en todo el el dcho valle de ayala..."
Fernando afincó en Orduña, donde fue escribano, casándose en 1598 con María Urbina. Martín Padura por su parte se afincó en Porcuna, casándose en 1591 con Ana de Porcuna Gallo, quien sería el germen de la extensión -entre otros- a lugares como Madrid, Extremadura, Andalucía y Aragón. Juan de Padura Gallo, hijo de Martín y Ana, parece que obtuvo una clase privilegiada debido a sus numerosos cargos, además del mayorazgo de los Gallo de Porcuna, fundado por Pedro Ruiz Gallo en 1615. Casó con María de Valenzuela Toledano en 1626, siendo sepultado en la iglesia Parroquial de Nuestra Señora de la Asunción de Porcuna (Jaén).
Este documento de la Real Chancillería de Valladolid, como otra ejecutoria en la Real Chancillería de Granada, del que deriva un inserto que se conserva en la Fundación Sancho el Sabio, realizado para el hijo de Fernando (llamado Fernando Padura Eguiluz Orvina) por el escribano Diego de Aldaiturriaga, son las principales fuentes documentales genealógicas primigenias de esta rama.

## Escudo de armas

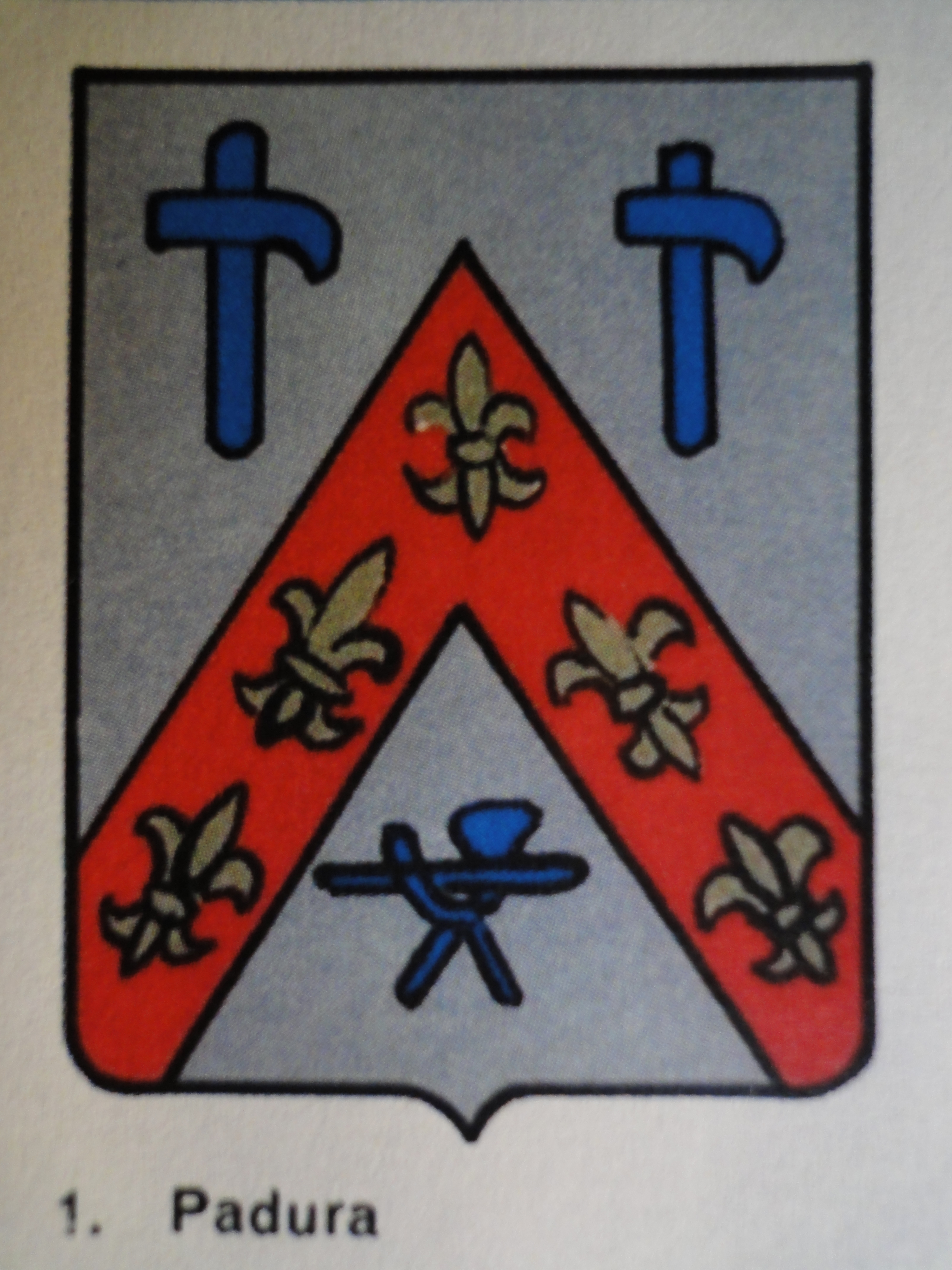
Ilustración del libro El Solar Vasco-Navarro de A.y A. García Carrafa, del escudo de armas del apellido Padura.

La bibliografía sobre el escudo de armas coincide en la versión más extendida por lo menos en tres referencias, una de A. y A. García Carrafa: El solar Vasco Navarro; otra de Endika de Mogrobejo: Blasones y Linajes de Euskalherria y la última de Jaime de Querexeta: Diccionario Onomástico y Heráldico Vasco. Así dice:
En plata, un chevron de gules, cargado de cinco flores de lis de oro y acompañado en los huecos de arriba de dos martillos de azur, y en el hueco de debajo de un hacha, también de azur , con el filo hacia arriba, sujeta con una tenaza de herrero también de azur
Sin embargo, de estos tres autores solo uno aporta una divisa para este escudo, que es la versión de Endika de Mogrobejo, y dice así:
Con el hierro al fuego Padura, labre siempre su ventura

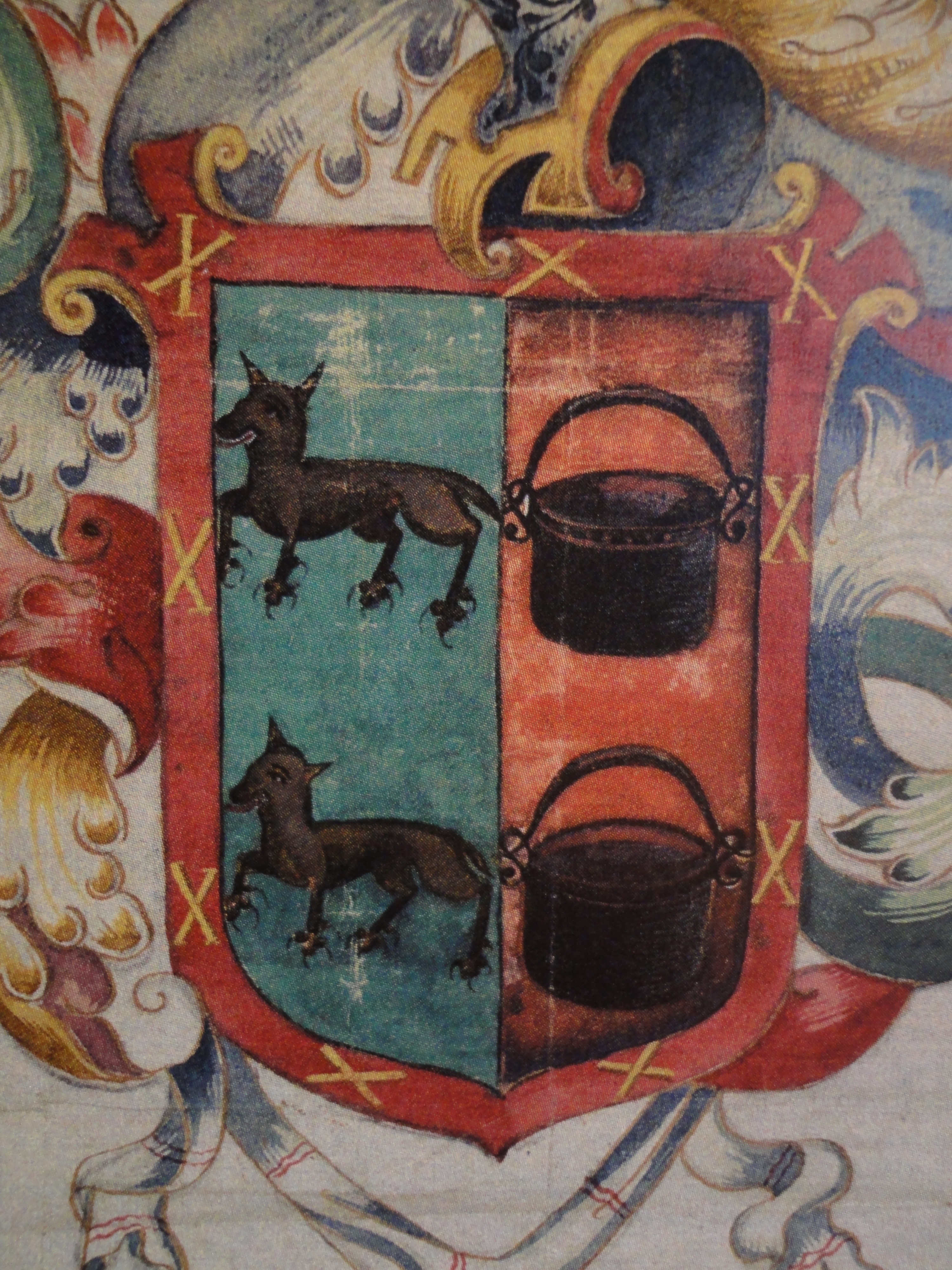
Escudo que aparece en la información de la filiación de Fernando de Padura Egiluz (Urbina), residente en Murcia e hijo de Fernando de Padura Egiluz (Zaldo) y de María de Urbina, y traslado inserto de la ejecutoria de hidalguía librada por la Chancillería de Granada, expedida en Granada el 14 de noviembre de 1592, del pleito litigado entre los hermanos Martín y Fernando de Padura Egiluz con el concejo, justicia y regimiento de la villa de Procura y conservado en los archivos de la Fundación Sancho El Sabio.

Probablemente esta referencia a la divisa sea la descrita en documento de ingreso de Diego Felipe de Padura y Haro en la Orden de Calatrava; y que es mencionada  por Oscar Baréa López en su libro Heráldica y Genealogía en el sureste de Córdoba (Ss.  XIII-XIX): Linajes de Baena, cabra, Carcabuey, Doña Mencía, Iznájar, Luque, Monturque, Priego, Rute, Valenzuela y Zuheros-Tomo II. Sin embargo del germen de la línea o rama de Porcuna comenzada por Martín Padura Egiluz, utilizó otro que viene recogido en las fuentes documentales genealógicas primigenias de esta rama
Escudo partido: 1º, de sinople, dos lobos de sable; 2º,  de gules, dos calderas de sable; bordura general de gules, cargada con nueve aspas de oro.
Estas dos versiones contrapuestas convergen en poco espacio de tiempo en la rama de Porcuna. El nieto de Martín de Padura Egiluz (Padura Zaldo), llamado Miguel de Padura Valenzuela casó en primeras nupcias con Marina Gallo de Lopera y en segunda nupcias con María Felipa de Haro de Lopera. Del primero descendía Antonio Padura Gallo, padre de Maria Jacinta Padura Moreno; y del segundo Diego Felipe de Padura y Haro. Mientras que Maria Jacinta llevó el escudo de Martín Padura Egiluz al frontis del Palacio Ceballos El Caballero, en Argomilla de Cayón, Cantabria, Diego Felipe nombra en su expediente de Calatrava la versión del escudo más extendida junto al lema.
No obstante, era común que las nuevas ramas crearan sus propios blasones, como son los ejemplos de:

·      Los radicados en Gazteiz y Sevilla: En plata, un cabrío de gules, cargado de cinco lises de oro.

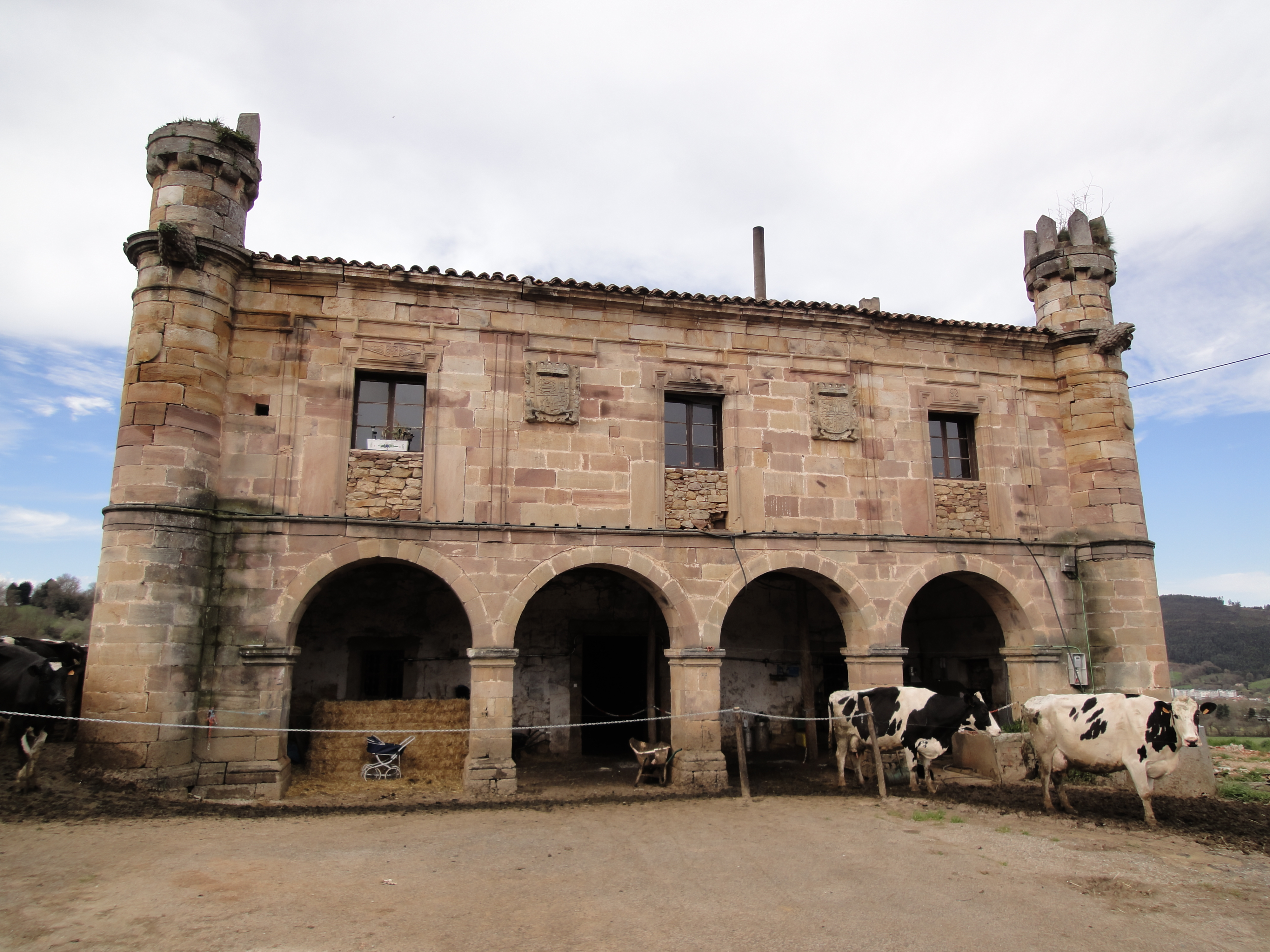
Palacio, casa o casona Ceballos El Caballero en Argomilla de Cayon, Cantabria.

·      Otros: en azur, un castillo de oro, rodeado de un foso de plata y azur”.

## Personajes ilustres
- Juan de Padura y Gallo (Porcuna,1603-?). Hidalgo Notorio de Sangre, Alcalde por el Estado Noble, Familiar y Alguacil Mayor del Santo Oficio. Fue sepultado en la iglesia parroquial de Nuestra Señora de la Asunción en Porcuna, Jaén.
- Maria Jacinta de Padura Moreno. Alférez Mayor de la Villas de Porcuna y Lopera. Casó con Francisco Antonio de Ceballos y San Andrés, Hidalgo Notorio de Sangre, Caballero de la Orden de Santiago, Consejero de S.M. en las Órdenes Militares, Oidor de la Real Chancillería de Granada y Corregidor de Murcia.
- Josefa Teresa Padura de la Puente (La Habana, 1720), casada en primera nupcias con Domingo de Lizundia y Odria,  I Marqués del Real Agrado.
- Antonio de Padura y Vargas (Porcuna 1766-?). Bachiller de Alcalá de Henares, Teniente de Navío en la Real Armada, Teniente-Coronel de Artillería. Sepultado en la iglesia parroquial de Nuestra Señora de la Asunción en Luque, Córdoba.
- Luis Padura Elorza, herrero y artesano. Ganó en 1987 el primer premio en el III Concurso Nacional de Diseño en Artesanía con la obra "Reja de Ventana" en la que aparecen 24 nudos. El trabajo fue expuesto en la presentación de la Expo de Sevilla de 1992. Es autor de diferentes obras, algunas de ellas expuestas en Menagarai.

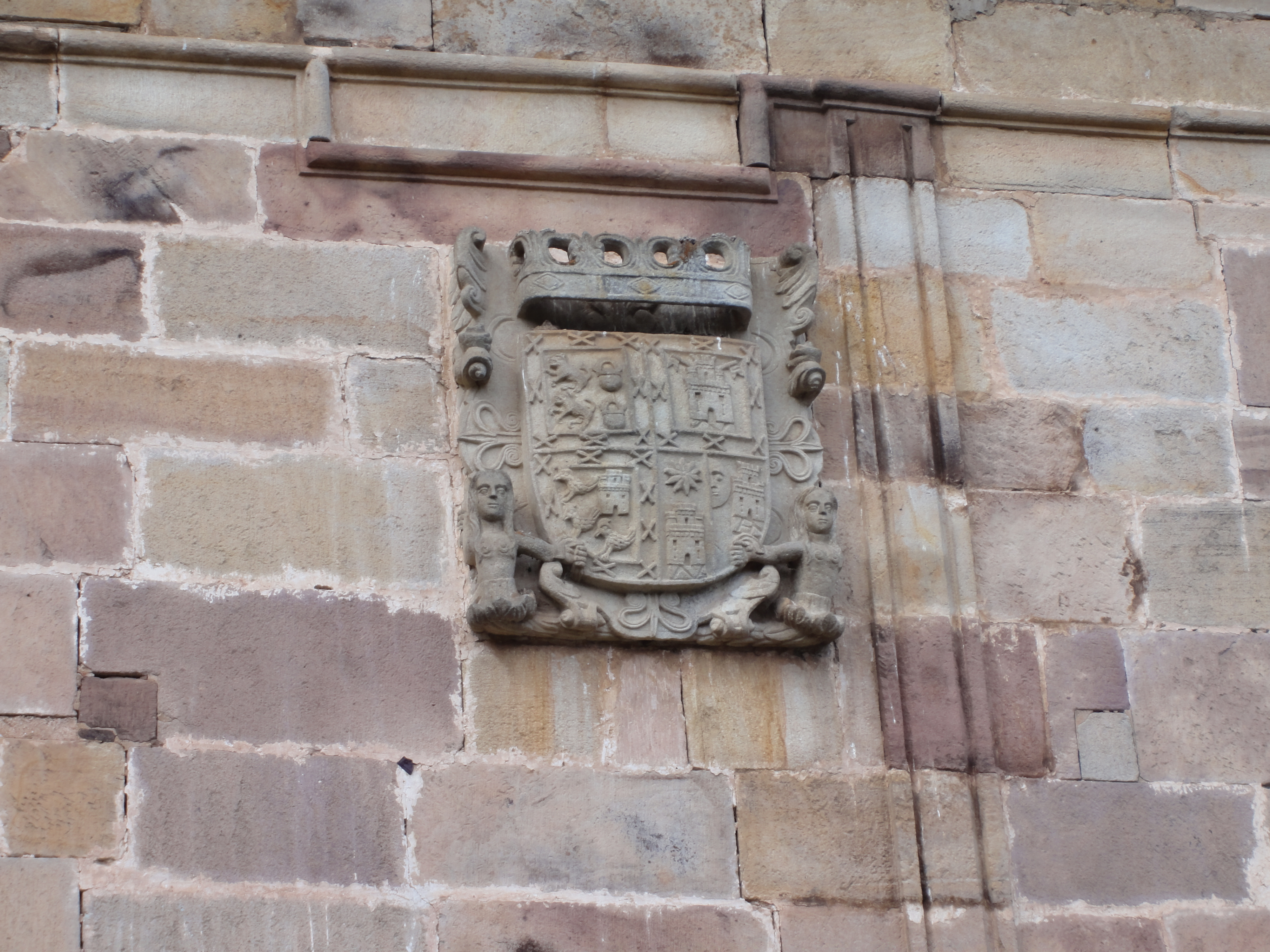
Escudo de Maria Jacinta Padura Moreno en el Palacio Ceballos El Caballero, donde se observa en el primer cuartel el escudo descrito en la probanza de hidalguía (1589) de Martín Padura Egiluz (Zaldo).

- José Luis Padura Bilbao (Bilbao,1942).Tras la transición, obtuvo representación en las primeras estructuras democráticas (I. Legislatura) como Concejal y Teniente de Alcalde del Ayuntamiento de Bilbao (1979-1983); y alcalde del Ayuntamiento de Zamudio (1983-1987). Posteriormente obtuvo nuevamente el cargo de Alcalde de Zamudio en la V. Legislatura (1999-2003).